# مريم بن مامي
مريم بن مامي هي ممثلة ومذيعة تونسية اشتهرت بدور شهيناز معاوية في مسلسل مكتوب الذي عُرض في تونس 7 ثم التونسية.

## الحياة الشخصية
تزوجت في 30 أكتوبر 2014 من رجل أعمال تونسي اسمه سفيان.

## أعمالها

### السينما
- شوك الياسمين لرشيد فرشيو، 2013.

### المسلسلات
- مكتوب، بدور شهيناز معاوية لسامي الفهري على تونس 7 ثم التونسية، 2008-2014.
- كاميرا كافيه، بدور دوجة لإبراهيم اللطيف على قناة التونسية، 2013-2014.
- هابي ناس (الموسم 1)، بدور ميمي لمجدي السميري، قناة حنبعل، 2013.
- حكايات تونسية، بدور إيناس لندى المازني حفيظ على الحوار التونسي، رمضان 2015.
- الدوامة، بدور كاميليا لنعيم بن رحومة ومحمد علي ميهوب وعبد المنعم حواص، 2017.
- فاميليا لول، بدور فرح العايش لنجيب مناصرية، 2018.
- تاج الحاضرة، بدور للا دوجة لسامي الفهري، 2018.

### البرامج التلفزية
- التمساح (الحلقة 5) على قناة التونسية، 2012 : ضيفة.
- براكاج (الحلقة 10) على قناة نسمة، 2013 : ضيفة.
- داري ديكو على قناة الحوار التونسي، 2015-2016 : مقدمة البرنامج.
- تحدي الشاف (الحلقة 21) على قناة أم تيفي، 2016 : ضيفة.
- أمور جدية على الحوار التونسي، 2016-2017 : كرونيكوز.
- عروسة و عريس على قناة الحوار التونسي 2017-2018 : مقدمة البرنامج، 2017.

### الفيديوهات
- أحب تونس، المكان الذي أنا فيه الآن لمحمد علي النهدي ومجدي السميري، 2011.

## روابط خارجية
- مريم بن مامي على موقع IMDb (الإنجليزية)
- مريم بن مامي على موقع قاعدة بيانات الأفلام العربية